# Коробовская (Московская область)
Коробовская — деревня в Шатурском муниципальном районе Московской области. Входит в состав Дмитровского сельского поселения. Население — 154 чел. (2010).

## Расположение
Деревня Коробовская расположена в южной части Шатурского района, расстояние до МКАД порядка 148 км. Высота над уровнем моря 133 м.

## Название
Во всех дошедших до нас исторических документах, где упоминается деревня, зафиксировано наименование Коробовская.
Название, вероятно, происходит от фамилии владельца деревни.

## История
Впервые упоминается в писцовой Владимирской книге В. Кропоткина 1637—1648 гг. Деревня входила в состав Бабинской кромины волости Муромское сельцо Владимирского уезда Замосковного края Московского царства. Деревня принадлежала новгородцу Петру Васильевичу Хвостову и Казарину Федосеевичу Совину.
По данным X ревизии 1858 года, деревня принадлежала князю Дмитрию Алексеевичу Лобанову-Ростовскому. Последним владельцем деревни перед отменой крепостного права был князь Лобанов-Ростовский.
После отмены крепостного права деревня вошла в состав Коробовской волости Егорьевского уезда.
В советское время деревня входила в Дмитровский сельсовет.

## Население
| 1859 | 1868 | 1885  | 1905  | 1926 | 1970 |
| ---- | ---- | ----- | ----- | ---- | ---- |
| 776  | ↗822 | ↗1153 | ↗1388 | ↘917 | ↘316 |
| 1993 | 2002 | 2006  | 2010  |      |      |
| ↘145 | ↘124 | ↗139  | ↗154  |      |      |

## Галерея
- Дорожный указатель на деревню
- Остановка Коробовская
- Коробовская
- Общественный колодец
- Часовня святых царственных мучеников
- Таксофон в деревне